# Нейтральный тон (путунхуа)
Нейтральный тон (или «лёгкий», «редуцированный» тон) — один из основных морфонологических процессов в фонетике китайского языка (путунхуа), наряду  с изменением тона. Иногда также его называют пятым или нулевым тоном. Обычно встречается в конце слов и произносится короче и чуть тише, чем предшествующий ему слог. При этом во время записи транскрипцией над редуцированным тоном никаких модуляторов не ставится.
Пример:
| «好吗» = hǎo ma? «学生» = xué sheng «看一看» = kàn yi kàn |